# الدوجمة
الدوجمة هي منطقة عراقية تابعة لـ( قضاء الخالص) شمالا في محافظة ديالى تقع على بعد 40كم غرب بعقوبة يبلغ عدد سكانها حوالي 12000 نسمة وتبلغ مساحتها حوالي 28 كم مربع تمتاز بجمالها ببساتينها وقربها من ضفاف نهر دجلة ويسكنها غالبية من عشيرة العبيد فخذ الغوالبة تحتوي على خمس جوامع ( دور عبادة ) ومدرستين ومركز صحي صغير تعرضت إلى عدة هجمات ارهابية وقدمت الكثير من الشهداء في سبيل الوطن (9c.le).